# Mnioes arves
Mnioes arves är en stekelart som beskrevs av Ugalde och Ian D. Gauld 2002. Mnioes arves ingår i släktet Mnioes och familjen brokparasitsteklar. Inga underarter finns listade i Catalogue of Life.